# Campeonato Mundial de Esgrima de 2015
El LXXVII Campeonato Mundial de Esgrima se celebró en Moscú (Rusia) entre el 13 y el 19 de julio de 2015 bajo la organización de la Federación Internacional de Esgrima (FIE) y la Federación Rusa de Esgrima.
Las competiciones se realizaron en el Estadio Olimpiski de la capital rusa.

## Calendario
| ● | Clasificación |  | Finales |

| Julio de 2015       | Julio de 2015       | Lun 13 | Mar 14 | Mié 15 | Jue 16 | Vie 17 | Sáb 18 | Dom 19 | Total |
| ------------------- | ------------------- | ------ | ------ | ------ | ------ | ------ | ------ | ------ | ----- |
| Florete individual  | Florete individual  |        |        | ●      | 2      |        |        |        | 2     |
| Espada individual   | Espada individual   |        | ●      | 2      |        |        |        |        | 2     |
| Sable individual    | Sable individual    | ●      | 2      |        |        |        |        |        | 2     |
| Florete por equipos | Florete por equipos |        |        |        |        |        | ●      | 2      | 2     |
| Espada por equipos  | Espada por equipos  |        |        |        |        | ●      | 2      |        | 2     |
| Sable por equipos   | Sable por equipos   |        |        |        | ●      | 2      |        |        | 2     |
| Finales por día     | Finales por día     | 0      | 2      | 2      | 2      | 2      | 2      | 2      | 12    |

## Medallistas

### Masculino
| Evento                      | Oro                                                                            | Plata                                                                                 | Bronce                                                                    |
| --------------------------- | ------------------------------------------------------------------------------ | ------------------------------------------------------------------------------------- | ------------------------------------------------------------------------- |
| Florete individual (16.07)  | Yuki Ota Japón                                                                 | Alexander Massialas Estados Unidos                                                    | Artur Ajmatjuzin · Rusia · Gerek Meinhardt · Estados Unidos               |
| Florete por equipos (19.07) | Giorgio Avola · Andrea Baldini · Andrea Cassarà · Daniele Garozzo · Italia     | Artur Ajmatjuzin · Alexei Cheremisinov · Renal Ganeyev · Dmitri Riguin · Rusia        | Chen Haiwei Lei Sheng Ma Jianfei Li Chen China                            |
| Espada individual (15.07)   | Géza Imre · Hungría                                                            | Gauthier Grumier Francia                                                              | Jung Seung-Hwa Corea del Sur Patrick Jørgensen Dinamarca                  |
| Espada por equipos (18.07)  | Anatoli Herei · Dmytro Kariuchenko · Maxym Jvorost · Bohdan Nikishyn · Ucrania | Jung Seung-Hwa Kweon Young-Jun Na Jong-Kwan Park Kyoung-Doo Corea del Sur             | Peer Borsky · Max Heinzer · Fabian Kauter · Benjamin Steffen · Suiza      |
| Sable individual (14.07)    | Alexei Yakimenko · Rusia                                                       | Daryl Homer Estados Unidos                                                            | Tiberiu Dolniceanu · Rumania · Max Hartung · Alemania                     |
| Sable por equipos (17.07)   | Enrico Berrè · Luca Curatoli · Aldo Montano · Diego Occhiuzzi · Italia         | Kamil Ibraguimov · Nikolai Kovaliov · Veniamin Reshetnikov · Alexei Yakimenko · Rusia | Max Hartung · Nicolas Limbach · Matyas Szabo · Benedikt Wagner · Alemania |

### Femenino
| Evento                      | Oro                                                                               | Plata                                                                               | Bronce                                                                                |
| --------------------------- | --------------------------------------------------------------------------------- | ----------------------------------------------------------------------------------- | ------------------------------------------------------------------------------------- |
| Florete individual (16.07)  | Inna Deriglazova · Rusia                                                          | Aida Shanayeva · Rusia                                                              | Arianna Errigo · Italia · Nzingha Prescod · Estados Unidos                            |
| Florete por equipos (19.07) | Martina Batini · Elisa Di Francisca · Arianna Errigo · Valentina Vezzali · Italia | Yuliya Biriukova · Inna Deriglazova · Larisa Korobeinikova · Aida Shanayeva · Rusia | Anita Blaze Astrid Guyart Pauline Ranvier Ysaora Thibus Francia                       |
| Espada individual (15.07)   | Rossella Fiamingo · Italia                                                        | Emma Samuelsson · Suecia                                                            | Sarra Besbes Túnez Xu Anqi China                                                      |
| Espada por equipos (18.07)  | Hao Jialu Sun Yujie Sun Yiwen Xu Anqi China                                       | Ana Maria Brânză · Loredana Dinu · Simona Gherman · Simona Pop · Rumania            | Olena Kryvytska · Xeniya Pantelieyeva · Anfisa Pochkalova · Yana Shemiakina · Ucrania |
| Sable individual (14.07)    | Sofia Velikaya · Rusia                                                            | Cécilia Berder Francia                                                              | Shen Chen · China · Anna Márton · Hungría                                             |
| Sable por equipos (17.07)   | Yekaterina Diachenko · Yana Yegorian · Yuliya Gavrilova · Sofia Velikaya · Rusia  | Olha Jarlan · Alina Komashchuk · Olena Kravatska · Olena Voronina · Ucrania         | Ibtihaj Muhammad Anne-Elizabeth Stone Dagmara Wozniak Mariel Zagunis Estados Unidos   |

## Medallero
| Núm. | País           | Oro | Plata | Bronce | Total |
| ---- | -------------- | --- | ----- | ------ | ----- |
| 1    | Rusia          | 4   | 4     | 1      | 9     |
| 2    | Italia         | 4   | 0     | 1      | 5     |
| 3    | Ucrania        | 1   | 1     | 1      | 3     |
| 4    | China          | 1   | 0     | 3      | 4     |
| 5    | Hungría        | 1   | 0     | 1      | 2     |
| 6    | Japón          | 1   | 0     | 0      | 1     |
| 7    | Estados Unidos | 0   | 2     | 3      | 5     |
| 8    | Francia        | 0   | 2     | 1      | 3     |
| 9    | Corea del Sur  | 0   | 1     | 1      | 2     |
| 9    | Rumania        | 0   | 1     | 1      | 2     |
| 11   | Suecia         | 0   | 1     | 0      | 1     |
| 12   | Alemania       | 0   | 0     | 2      | 2     |
| 13   | Dinamarca      | 0   | 0     | 1      | 1     |
| 13   | Suiza          | 0   | 0     | 1      | 1     |
| 13   | Túnez          | 0   | 0     | 1      | 1     |
|      | TOTAL          | 12  | 12    | 18     | 42    |